# Homag GmbH
Die HOMAG GmbH (bis 2016: Homag Holzbearbeitungssysteme GmbH) ist ein Teil der Homag Group. Das Unternehmen hat seinen Stammsitz in Schopfloch im Schwarzwald.

## Geschichte
Gerhard Schuler und Eugen Hornberger gründeten am 1. Januar 1960 die Hornberger Maschinenbaugesellschaft OHG, aus der die heutige Tochtergesellschaft der Homag Group hervorging.
Im Oktober 2010 wurde die Rechtsform des Unternehmens von einer AG in eine GmbH umgewandelt.
Das Unternehmen produziert Maschinen, Zellen und Systeme für die Holzbearbeitung. 1962 brachten die beiden Gründer die erste Kantenanleimmaschine auf den Markt, die Kanten auf die Schmalflächen von plattenförmigen Werkstücken (meist Spanplatten von Möbelteilen) im Durchlaufverfahren aufleimen und im gleichen Durchlauf auch sofort nachbearbeiten konnte. Dies führte zu einer erheblichen Prozesszeitverkürzung bei der Kantenverleimung.
Nach eigenen Angaben ist das Unternehmen Weltmarktführer im Bereich der Kantenanleimmaschinen.